# Kwieciszewo (gromada)
Kwieciszewo – dawna gromada, czyli najmniejsza jednostka podziału terytorialnego Polskiej Rzeczypospolitej Ludowej w latach 1954–1972.
Gromady, z gromadzkimi radami narodowymi (GRN) jako organami władzy najniższego stopnia na wsi, funkcjonowały od reformy reorganizującej administrację wiejską przeprowadzonej jesienią 1954 do momentu ich zniesienia z dniem 1 stycznia 1973, tym samym wypierając organizację gminną w latach 1954–1972.
Gromadę Kwieciszewo z siedzibą GRN w Kwieciszewie utworzono – jako jedną z 8759 gromad na obszarze Polski – w powiecie mogileńskim w woj. bydgoskim, na mocy uchwały nr 24/9 WRN w Bydgoszczy z dnia 5 października 1954. W skład jednostki weszły obszary dotychczasowych gromad Kwieciszewo i Czerniak ze zniesionej gminy Gębice oraz obszary dotychczasowych gromad Goryszewo i Olsza ze zniesionej gminy Mogilno-Wschód w tymże powiecie. Dla gromady ustalono 20 członków gromadzkiej rady narodowej.
Gromadę zniesiono 31 grudnia 1959, a jej obszar włączono do gromad Gębice (wsie Kwieciszewo i Czerniak oraz osadę Nowy Młyn i leśnictwo Kopce) i nowo utworzonej Mogilno (wsie Bystrzyca, Goryszewo i Olsza oraz osady Podgaj i Kawka) w tymże powiecie.